# Teravada

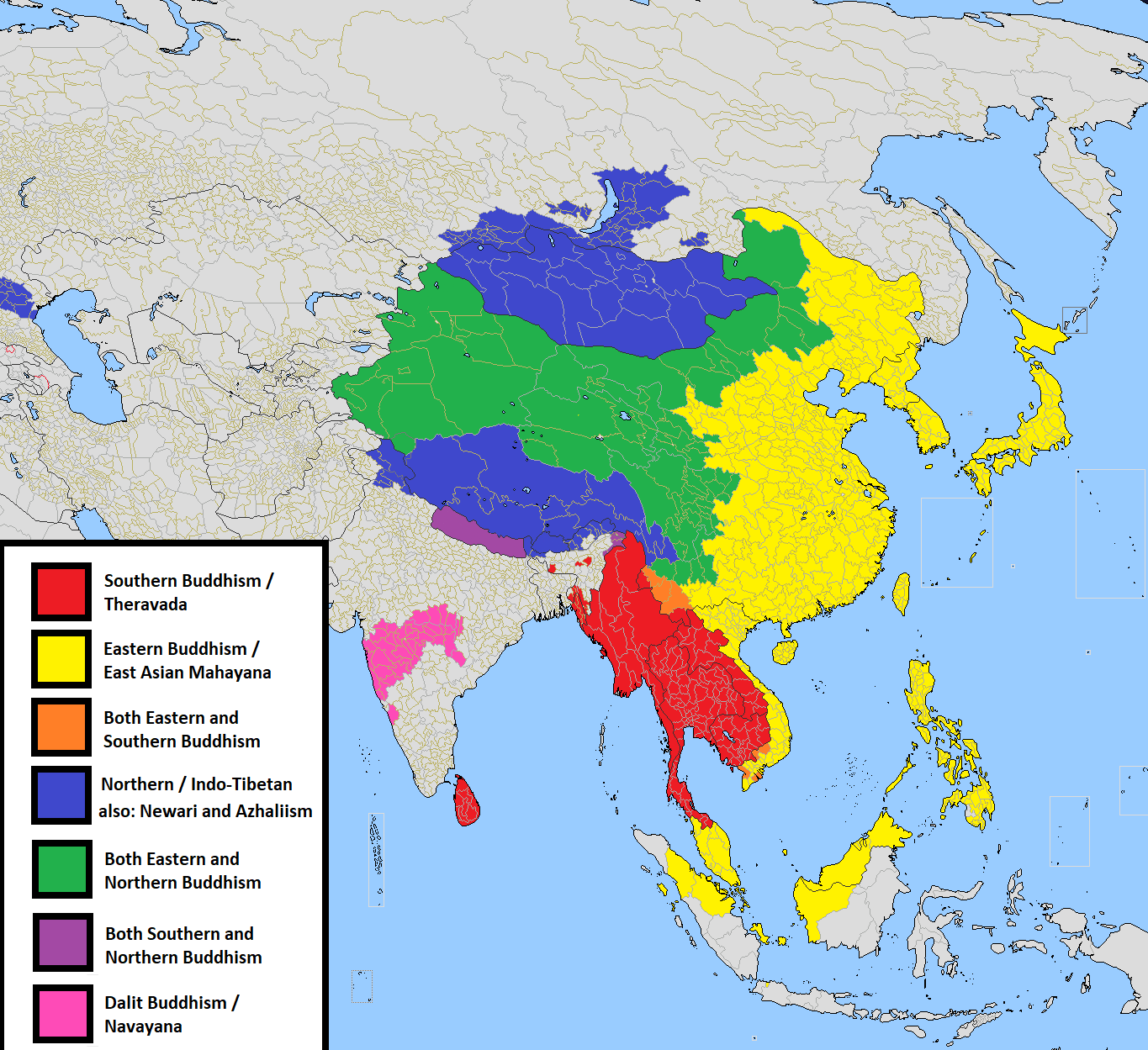
Mapa mostrando as principais divisões budistas

Teravada (em pāli: थेरवाद, theravāda; em sânscrito: स्थविरवाद, sthaviravāda), literalmente "Ensino dos Sábios" ou "Doutrina dos Anciãos", é a mais antiga dentre as escolas budistas existentes. Foi fundada na Índia. Relativamente conservadora, é a escola que mais se aproxima do início do budismo; e por muitos séculos foi a religião predominante na maioria dos países continentais do Sudeste Asiático, como no Sri Lanka (cerca de 70% da população), Camboja, Laos, Birmânia e Tailândia. O teravada também é praticado por minorias em partes do sudoeste da China (pelos grupos étnicos Tais e Shan), Vietnã (pelo Khmer Krom), Bangladesh (pelos grupos étnicos de Barua, Chakma e Magh), Malásia e Indonésia, embora recentemente tenha conquistado popularidade em Singapura e no Mundo Ocidental. Atualmente, o número de budistas teravada é superior a 100 milhões em todo o mundo; e em décadas recentes, o teravada começou a "fincar suas raízes" no Ocidente e no Renascimento Budista da Índia.

## História

### Origem da escola
A escola teravada é, em última análise, derivada da Vibhajjavāda (ou "doutrina de análise"), o que foi uma continuação do antigo Sthavira (ou "O ensino dos Anciãos"), grupo que na época do Terceiro Concílio Budista em torno de 250 a.C., durante o reinado do imperador Asoka da Índia, rompeu com a maioria Mahāsāṃghika. Os Vibhajjavadins se viam como uma continuação dos Sthaviras ortodoxos e após o Terceiro Concílio Budista continuaram referindo a sua escola como Theras/Sthaviras ("Os Anciãos"). Suas doutrinas eram provavelmente semelhantes ao antigo Sthaviras, mas não eram completamente idênticas. A distância geográfica do Terceiro Concílio levou os Vibhajjavādins a gradualmente evoluírem em quatro grupos: o Mahīśāsaka, Kāśyapīya, Dharmaguptaka e Tāmraparnīya. O teravada é originário do Tāmraparnīya, que significa "a linhagem do Sri Lanka". Algumas fontes afirmam que apenas o teravada realmente evoluiu diretamente do Vibhajjavādins.
De acordo com o estudioso budista A.K. Warder, o teravada "espalhou-se rapidamente para o sul de Avaneti, para Maharastra e Andhra e para baixo para o país Chola (Kanchi), bem como Ceilão. Por algum tempo eles mantiveram-se em Avanti, bem como em seus novos territórios, mas gradualmente eles tendiam a reagrupar-se no sul, o Grande Vihara (Mahavihara) em Anuradhapura, a capital do Ceilão, se tornando o principal centro de sua tradição, Kanchi como centro secundário e nas regiões norte, aparentemente, renunciaram para as outras escolas." Há pouca informação sobre a história posterior do budismo teravada na Índia, e não se sabe quando desapareceu, no seu país de origem.
O nome Tamraparniya foi dada à linhagem do Sri Lanka, na Índia, mas não há nenhuma indicação de que este se refere a qualquer mudança na doutrina ou escritura dos Vibhajjavadins, uma vez que o nome aponta apenas a localização geográfica. Os registros teravada de suas próprias origens mencionam que receberam os ensinamentos que foram acordados durante o Terceiro Concílio Budista, e esses ensinamentos eram conhecidos como os Vibhajjavada. No século VII, os peregrinos chineses Xuanzang e Yi Jing referem-se a escola de budismo no Sri Lanka como 'Sthavira'. Na Índia antiga, as escolas que utilizavam o sânscrito como linguagem religiosa se referiam a esta escola como a Sthaviras, mas aqueles que usavam o páli como sua linguagem religiosa se referiam a esta escola como o Theras. Tanto Sthaviras quanto Theras significam literalmente "Anciãos". A escola tem utilizado o nome Theravada para si mesma de forma escrita, pelo menos desde o século IV, quando o termo aparece na Dipavamsa.
A escola teravada também tinha chegado à Birmânia em torno do período em que chegou ao Sri Lanka e uma espécie de sinergia gradualmente se desenvolveu. Por volta do final do século X, por exemplo, uma guerra no Sri Lanka teve extinta a linhagem de ordenação teravada, e um contingente de monges birmaneses tiveram de ser importados para revivê-la. Os teravadas da Birmânia e do Sri Lanka reforçaram-se mutuamente o suficiente, de modo que, quando o budismo se extinguiu na Índia no século XI, ele já havia se estabelecido com estabilidade nestes países. Gradualmente o teravada se espalhou para a Tailândia, Laos e Camboja.
Embora a tradição teravada sempre tenha tido a reputação de ser uma das escolas mais conservadoras, como as outras escolas budistas nikaya na Índia a um certo ponto também foi seguida por praticantes maaiana ("Mahāyāna-Theravāda" ou "Mahāyāna-Sthaviravada"), de acordo com relatórios dos peregrinos chineses como Xuanzang. Casas Reais do Sri Lanka e do Sudeste da Ásia associaram-se estreitamente com o budismo. Os Estados nessas áreas forçavam rigidamente a ortodoxia, e asseguraram-se que teravada se mantivesse tradicionalista. Isto contrasta com a relação do budismo para os estados durante a maior parte da história do budismo na Índia.

### História da tradição
Segundo a tradição cingalesa, o budismo foi primeiramente trazido para o Sri Lanka pelo monge Mahinda, que se acredita ter sido o filho do imperador Asoka, o Grande, da dinastia máuria no século III a.C.. No Sri Lanka, Mahinda fundou o Mosteiro Mahavihara de Anuradhapura. Mais tarde, tornou-se dividido em três subgrupos, conhecido por seus centros monásticos como Mahavihara, o Vihara Abhayagiri e o Jetavanavihara. Em 1164, com a orientação de dois monges de um ramo florestal do Mahavihara, o rei do Sri Lanka reuniu todos os bhikkhus no Sri Lanka na escola Mahavihara ortodoxa.
Alguns anos após a chegada do Sthavira Mahinda, Sanghamitta, que também acredita-se ser filha do imperador Asoka, chegou ao Sri Lanka, começando a primeira ordem de monjas no país. Posteriormente a ordem se extinguiu no século XI no Sri Lanka, e na Birmânia no sec. XII. Em 429 d.C., a pedido do imperador da China, as bhikkhunis (monjas) de Anuradhapura foram enviadas para a China para estabelecer a ordem das bhikkhunis. A ordem então se espalhou para a Coreia. Em 1996, 11 monjas selecionadas do Sri Lanka foram plenamente ordenadaos como bhikkhunis por uma equipe de monges Theravada em conjunto com uma equipe de monjas coreanas na Índia. Há um desacordo entre as autoridades vinaya Theravada quanto ao facto de tais ordenações serem válidas. Nos últimos anos, o chefe do Dambulla seção do Siyam Nikaya no Sri Lanka realizou cerimônias de ordenação para centenas de monjas. Este tem sido criticado por algumas figuras líderes no próprio Siyam Nikaya e Amarapura Nikaya, e o Conselho de Governadores do budismo birmanês declarou que não pode haver nenhuma ordenação de monjas válida nos tempos modernos, embora alguns monges birmaneses discordem desta.
De acordo com a crônica Mahavamsa do Sri Lanka, após a celebração do Terceiro Concílio Budista, dois missionários também foram enviados para Suvannabhumi onde eram os monges Sona e Uttara, diz-se ter procedido. Opiniões dos estudiosos divergem a respeito de onde exatamente a terra Suvannabhumi estaria localizada, mas é acredito que Suvannabhumi é localizada em algum lugar na área que agora inclui a Baixa Birmânia, Tailândia, Península Malaia e a ilha de Sumatra.
O grupo étnico Mon e Pyu estavam entre os primeiros povos a habitar a Birmânia. Recentes pesquisas arqueológicas em um assentamento Pyu no Vale do Samon (cerca de 100 km a sudeste de Bagan) mostrou que eles tinham ligações comerciais com a Índia, 500-400 a.C., e com a China em torno de 200 a.C. Fontes chinesas que tenham sido datadas cerca de 240 d.C. mencionam um reino budista do nome de Lin-Yang, que alguns estudiosos têm identificado como o antigos Pyu reinado de Beikthano 300 km ao norte de Yangon. A Birmânia lentamente tornou-se Teravada quando entraram em contato com a civilização Pyu e Mon. Os tailandeses também lentamente tornaram-se Teravada quando entraram em contato com a civilização Mon.
Apesar de seu sucesso no Sudeste da Ásia, na China, o budismo Teravada tem sido geralmente limitado a zonas fronteiriças com os países Teravada.

### Desenvolvimentos Modernos
As seguintes tendências modernas ou movimentos foram identificados.
- Modernismo: as tentativas de se adaptar ao mundo moderno e adotar algumas das suas ideias; inclui, entre outras coisas
  - Movimento Verde
  - Sincretismo com outras tradições budistas
  - Inclusividade Universal
- Reformismo: as tentativas de restaurar um suposto, estado ideal do budismo; inclui particularmente, a adopção de teorias estudiosos ocidentais do budismo original (nos últimos tempos a "interpretação erudita ocidental do budismo" é o Budismo oficial vigente no Sri Lanka e Tailândia.[21])
- Ultimismo: tendência a concentrar-se nos ensinamentos avançados, tais como as Quatro Nobres Verdades em detrimento dos mais elementares
- Neotradicionalismo; inclui, entre outras coisas
  - Reviver dos rituais
  - Remitologização
- Meditação de Insight
- Ação Social
- Religiosidade devocional
- Reação ao nacionalismo budista
- Renovação dos monges da floresta
- Revitalização da meditação samatha
- Revitalização da linhagem de bhikkhunis Teravada

A revitalização budista também reagiu contra as alterações no Budismo causados por regimes colonialistas. Colonizadores ocidentais e missionários cristãos deliberadamente impuseram um tipo particular do monasticismo cristão ao clero budista no Sri Lanka e as colônias no sudeste asiático, restringindo as atividades dos monges para a purificação individual e ministrar nos templos. Antes de controle colonial britânico, os monges tanto no Sri Lanka e Birmânia tinham sido responsáveis pela educação dos filhos dos leigos, e produziram grandes conjuntos de literatura. Após a tomada do poder britânico, templos budistas foram estritamente administrados e só eram autorizadas a utilizar os seus fundos em atividades estritamente religiosas. Ministros cristãos receberam o controle do sistema de ensino e seu pagamento se tornou o financiamento público para missões. Estrangeiros, especialmente o governo britânico teve um efeito debilitante na sangha. De acordo com Walpola Rahula, missionários cristãos desalojaram e apropriaram-se do ensino, sociedade, e atividades de bem-estar dos monges, e inculcaram uma mudança permanente em pontos de vista sobre a posição correta dos monges na sociedade através de sua influência institucional sobre a elite. Muitos monges na era pós-colonia tem se dedicado a desfazer essa mudança de paradigma. Movimentos pretendendo restaurar lugar do budismo na sociedade têm se desenvolvido tanto no Sri Lanka e Birmânia.

## Visão geral da filosofia
O Teravada promove o conceito de Vibhajjavada (Pāli), literalmente "Ensino de Análise". Essa doutrina diz que a percepção deve vir da experiência do aspirante, a investigação crítica e raciocínio, em vez da fé cega, no entanto, as escrituras da tradição Theravada também enfatizam a atenção aos conselhos dos sábios, considerando esses conselhos e a avaliação de nossas próprias experiências para serem os dois testes pelos quais as práticas devem ser julgadas.
No Teravada, a causa da existência humana e do sofrimento (dukkha) é identificada como o desejo/ânsia (tanha), que traz consigo as impurezas (kilesas). Estas impurezas, que ligam os seres humanos ao ciclo de renascimento, são classificadas em um conjunto de dez "Grilhões", enquanto que as impurezas que impedem a concentração (samadhi) são apresentadas em um conjunto de cinco pontos chamados de "Cinco Obstáculos". O nível de contaminação pode ser grosso, médio ou sutil. É um fenômeno que frequentemente surge, permanece temporariamente e depois desaparece. Os Theravadas acreditam que as contaminações não só são prejudiciais a nós mesmos, como também são prejudiciais aos outros. As impurezas são a força motriz de todas as desumanidades que um ser humano pode cometer.
Theravadas acreditam que estas contaminações são hábitos que nascem da ignorância (avijja) que afligem as mentes de todos os seres obscurecidos, que se agarram a eles e sua influência em sua ignorância sobre a verdade. Mas, na realidade, essas impurezas mentais nada mais são do que manchas que têm atingido a mente, criando sofrimento e estresse. Os seres obscurecidos cobiçam o corpo, sob a suposição de que ele representa um Eu, ao passo que, na realidade, o corpo é um fenômeno impermanente formado a partir dos quatro elementos básicos. Muitas vezes, caracteriza-se por terra, água, fogo e ar, nos textos Budistas mais antigos estes são definidos como abstrações que representam a qualidades sensoriais da solidez, fluidez, temperatura e mobilidade, respectivamente. As impurezas mentais, frequentemente instigadas e manipuladas da mente, acredita-se ter evitado a mente de ver a verdadeira natureza da realidade. Comportamento inábil em sua vez, pode fortalecer as impurezas, mas seguindo o Nobre Caminho Óctuplo pode enfraquecer ou erradicá-las por completo.
Acredita-se também que os seres não iluminados experimentam o mundo através de suas seis portas dos sentidos imperfeitas (olho, orelha, nariz, língua sentido, tátil e mental) e usam a mente, obscurecida por impurezas, para formar a sua própria interpretação, sua percepção e a própria conclusão. Em tal condição, a percepção ou a conclusão feita será baseada no que está sendo sua própria ilusão da realidade. No estado de jhana (profunda concentração), as cinco portas dos sentidos físicos desaparecerão, as contaminações mentais serão suprimidas, e traços mentais saudáveis serão fortalecidos. A mente pode então ser usada para investigar e obter insights sobre a verdadeira natureza da realidade.
Há três níveis de contaminações. Durante a fase de passividade as contaminações ficam adormecidas na base da continuidade mental como tendências latentes (anusaya), mas pelo impacto do estímulo sensorial elas irão se manifestar (pariyutthana)  na superfície da consciência na forma de pensamentos prejudiciais, em emoções e volições. Se eles ganham força adicional, a contaminação atingirá a fase perigosa da transgressão (vitikkama), que irá envolver ações com corpo ou fala.
A fim de se livrar do sofrimento e estresse, os Teravadas acreditam que as contaminações precisam ser permanentemente suprimidas. Inicialmente, elas são retidas por meio da atenção plena para impedi-las de assumirem o controle sobre a ação mental e corporal. Em seguida, são arrancadas através de uma investigação interna, análise, experiência e compreensão de sua verdadeira natureza, usando Jhana. Este processo deve ser repetido para cada impureza. A prática irá conduzir o praticante a perceber as Quatro Nobres Verdades, A Iluminação e o Nirvana (em sânscrito:  निर्वाण, Nirvāṇa; em páli:  निब्बान, Nibbāna; em tailandês:  นิพพาน, Nípphaan). Nirvana é o objetivo final de Theravadas, e é dito ser um estado de felicidade perfeita onde a pessoa é liberada a repetitivo ciclo de renascimento, doença, velhice e morte.
Os Teravadas acreditam que cada indivíduo é pessoalmente responsável por seu próprio despertar e liberação, uma vez que são responsáveis por suas próprias ações e consequências (em sânscrito: karma; em páli: kamma). Simplesmente aprender ou acreditar na verdadeira natureza da realidade, tal como expostos pelo Buda não é suficiente, o despertar só pode ser alcançado através da experiência direta e realização pessoal. Um indivíduo terá que seguir e praticar o Nobre Caminho Óctuplo como ensinado por Buda para descobrir a verdade por experiência direta. Na crença Theravada, Budas, deuses ou divindades são incapazes de dar a um ser humano, o despertar ou levantar-los do estado do ciclo de nascimento, doença, envelhecimento e morte (samsara). Para os teravadas, Buda é apenas um professor do Nobre Caminho Óctuplo, enquanto os deuses ou divindades estão ainda sujeitos a raiva, inveja, ódio, vingança, desejo, cobiça, ignorância e morte.
Acredita-se que algumas pessoas praticando com seriedade e zelo pode atingir o Nirvana em uma única vida, como fizeram muitas das primeiras gerações de discípulos de Buda. Para outros, o processo pode demorar várias vidas, com o indivíduo alcançando estados mais elevados de realização. Aquele que alcançou o Nirvana é chamado um Arahant. Acredita-se que Buda possuía o conhecimento definitivo sobre a como orientar uma pessoa através do processo de iluminação, os teravadas acreditam que os discípulos de Buda alcançam a iluminação mais rapidamente.
De acordo com as primeiras escrituras, o Nirvana alcançado pelos Arahants é idêntico ao conseguido pelo próprio Buda, pois há apenas um tipo de Nirvana. Buda foi superior ao Arahants porque o Buda tinha descoberto todo o caminho sozinho, e ensinou-o aos outros (i, e., metaforicamente girando a roda do Darma). Arahants, por outro lado, atingiram o Nirvana em parte devido aos ensinamentos do Buda. Os Theravadas reverenciam o Buda como uma pessoa extremamente talentosa, mas reconhecem, no passado distante e futuro, a existência de outros Budas. Maitreya (Pali: Metteyya), por exemplo, é mencionado brevemente no Cânone Pali como um Buda que virá no futuro distante.
Tradicionalmente os Theravadas podem ter a convicção (ou "fé") nos ensinamentos do Buda e da prática dos preceitos menores na esperança de ganhar alguns benefícios menores ou podem investigar e verificar através da experiência direta da verdade dos ensinamentos do Buda, praticando o jhana que faz parte do Nobre Caminho Óctuplo para sua própria iluminação.

## Fundamentos do teravada
A filosofia teravada é um processo contínuo de análise da vida, não um mero conjunto de ética e ritual.
A teoria principal do teravada usa as Quatro Nobres Verdades, também conhecidas como as Quatro Verdades Sublimes. Na forma mais simples elas podem ser descrito como o problema, a causa, a solução e o caminho para a solução (implementação).

### As Quatro Nobres Verdades
As descrições formais das Quatro Nobres Verdades são do seguinte modo: 
1. Dukkha (sofrimento): Este pode ser um tanto amplamente classificado em três categorias. Sofrimento inerente, ou o sofrimento de todas as atividades mundanas, o que se sofre no dia-a-dia: nascimento, envelhecimento, doenças, morte, tristeza, etc. Em suma, tudo o que alguém sente referente ao apego "paixão" e / ou associando com apego "ódio" estão englobados no termo. A segunda classe de sofrimento, chamado Sofrimento devido a Mudança, implica que as pessoas sofrem devido a se unir a um estado momentâneo, que é considerado "bom", quando esse estado é alterado, as coisas estão submetidas ao sofrimento. O terceiro, denominado ‘’Sankhara Dukkha’’, é o mais sutil. Seres sofrem simplesmente por não perceberem que eles são meros agregados sem identidade definida e imutável.
2. Dukkha samudaya (causa de sofrimento): O desejo, o que leva ao apego, é a causa do sofrimento. Formalmente isto é o termo ‘’Tanha’’. Pode ser classificada em três impulsos instintivos. Kama Tanha é o desejo de qualquer objeto de sensação agradável (que envolve a visão, audição, tato, paladar, olfato e percepções mentais). Bhava Tanha é o desejo de estar ligado a um processo contínuo, que aparece em várias formas, incluindo o desejo da existência. Vibhava Tanha é o desejo de aversão a um processo, que inclui a inexistência e provoca a vontade de auto-aniquilação.
3. Dukkha Nirodha (cessação do sofrimento): Não se pode, eventualmente, ajustar o mundo inteiro a seu gosto, para eliminar o sofrimento e a esperança de que assim permanecerá para sempre. Isso violaria o princípio básico da Impermanência. Em vez disso, ajusta a própria mente através do desapego para que a alteração de qualquer natureza, não tenha efeito sobre a própria paz de espírito. Em poucas palavras, a terceira Nobre Verdade implica que a eliminação da causa (desejo) elimina o resultado (sofrimento). Esta é inferida na citação bíblica pelo Buda, ‘Seja qual for resultado de uma causa, devem ser eliminados através da cessação da causa’.
4. Dukkha Nirodha Gamini Patipada (caminho para a libertação do sofrimento): Este é o Nobre Caminho Óctuplo para a liberdade ou Nirvana. O caminho pode ser aproximadamente traduzido para português como visão correta, intenção correta, fala correta, ações corretas, modo de vida correto, esforço correto, atenção correta e concentração correta.

### As três características
Estas são as três características de todos os fenômenos condicionados no pensamento teravada.
1. Anicca (impermanência): Impermanência é. Todos os fenômenos condicionados estão sujeitos a alterações, incluindo características físicas, as qualidades, pressupostos, teorias, conhecimento, etc. Nada é permanente, porque, para que algo seja permanente, tem de haver uma causa imutável por trás dele. Uma vez que todas as causas estão ligadas entre si de forma recursiva, não pode haver nenhuma causa definitiva e imutável.
2. Dukkha (sofrimento): Desejo/ânsia causa sofrimento, pois o que se desejava é transitório, mudando, e perecer. O desejo por coisas impermanentes causa decepção e tristeza. Há uma tendência para rotular praticamente tudo no mundo, sendo "bom", "confortável" ou "satisfatório", em oposição ao "mau", "desconfortável" e "insatisfatório". Porque rotulando as coisas em termos de gostar e não gostar, nós criamos sofrimento para nós mesmos. Se alguém consegue deixar a tendência de rotular as coisas e libertar-se dos instintos que dirigem a pessoa a fazer o que ela própria rotule coletivamente como "gostar", ele alcança a suprema liberdade. O problema, a causa, a solução e a aplicação, todas estas estão dentro da própria pessoa, não fora.
3. Anatta (não-eu): O conceito de Anatta pode ser explicado como a falta de uma identidade fixa, imutável, não há permanência, essência Eu. Um ser vivo é uma composição dos cinco agregados (khandhas), que é a forma física (rupa), sentimentos ou sensações (vedana), percepção (Sanna), formações mentais (sankhara), e consciência (viññana), nenhum dos quais pode ser identificado como um eu próprio. A partir do momento da concepção, todas as entidades (incluindo todos os seres vivos) estão sujeitas a um processo de mudança contínua. Um praticante deve, por outro lado, desenvolver e aperfeiçoar sua mente para um estado, de modo a ver este fenômeno.

### As Três Nobres Disciplinas
O caminho para o Nirvana, ou o Nobre Caminho Óctuplo é indicado às vezes em uma forma mais concisa, conhecida como as Três Disciplinas Nobres. Estes são conhecidos como disciplina (Sīla), a treinamento da mente (Samādhi) e sabedoria (Paññā).

## Meditação
Práticas da meditação budista teravada:
- Anapana-Sati
- Metta
- Kammaṭṭhāna
- Samatha
- Vipassana

Meditação (em páli: Bhavana), significa o reforço positivo da mente. Amplamente classificados em Samatha e Vipassana, a meditação é a ferramenta chave implementada para atingir o jhana. Samatha, literalmente, significa "fazer habilidosamente", e tem também outras acepções, entre as quais "tranquilizador", “calmante”, "visualizar" e "realização". Vipassana significa "visão" ou “entendimento abstrato". Neste contexto, a meditação Samatha faz com que uma pessoa se torne habilidosa na concentração da mente. Uma vez que a mente está suficientemente concentrada, Vipassana permite ver através do véu da ignorância.
Nos discursos do Cânone Pali, o Buda frequentemente instrui seus discípulos para a prática de samadhi (concentração), a fim de estabelecer e desenvolver o jhana (concentração total). Jhana é o instrumento utilizado pelo próprio Buda para penetrar na verdadeira natureza dos fenômenos (através da investigação e da experiência direta) e para alcançar a iluminação. Concentração Correta (samma-samadhi) é um dos elementos do Nobre Caminho Óctuplo. O Samadhi pode ser desenvolvido a partir de atenção à respiração (Anapana-Sati), a partir de objetos visuais (kasina) e da repetição de frases. A lista tradicional contém 40 objetos de meditação (kammaṭṭhāna) a serem utilizados para meditação Samatha. Cada objeto tem um objetivo específico, como por exemplo, a meditação sobre as partes do corpo (Kayanupassana ou kayagathasathi) resultará em uma diminuição do apego aos nossos próprios corpos e dos outros, resultando em uma redução dos desejos sensuais. Mettā (bondade amorosa) gera o sentimento de boa vontade e alegria para nós e outros seres; a prática de mettā serve como um antídoto contra a má vontade, fúria e medo.

## Níveis de Realização
Através da prática, praticantes (Teravada) podem alcançar quatro estágios da iluminação:
1. Sotapanna ("Aquele que Entrou na Correnteza"): Aqueles que destruíram os três primeiros grilhões (falsa visão do Eu, a dúvida e o apego a ritos e rituais) estarão a salvo de cair em estados de miséria (não haverá renascimento como um animal, preta (fantasma, ou um inferno estar). No máximo, eles terão de renascer apenas sete vezes mais antes de atingir o Nirvana.
2. Sakadagami ("Uma vez Retornantes"): Aqueles que destruíram os três primeiros grilhões e diminuíram os grilhões da luxúria e do ódio atingirão o Nirvana depois de renascer, uma vez mais no mundo.
3. Anagami ("Não Retornantes"): Aqueles que destruíram os cinco grilhões inferiores, que os seres permanecem ligados ao mundo dos sentidos. Os Não Retornantes nunca mais regressam ao mundo humano e depois que eles morrem, eles vão nascer nos mundos celestes elevados, lá alcançarão o Nirvana. Atingir o estado de não-retorno é retratado nos textos mais antigos como meta ideal para os leigos.[34]
4. Arahants: Aqueles que alcançaram a Iluminação (Bodhi), realizando o Nirvana, e ter atingido a qualidade da imortalidade está livre de todas as impurezas da sujeira mental. Sua ignorância, desejo e apegos acabaram. Atingir o estado de arahant é retratado nos textos mais antigos como meta ideal para os monges.[34]

## Escrituras
A escola teravada defende o Cânone Pali, ou Tipitaka, como a coletânea de textos de maior autoridade sobre os ensinamentos do Buda Gautama. O Sutta e Vinaya, partes do Tipitaka, mostram consideráveis sobreposições de conteúdo sobre o Agamas, as coleções paralelas utilizados por escolas não-teravada da Índia, que foram preservadas em chinês e, parcialmente, em sânscrito, prácrito e tibetano, e os vários Vinayas não-teravada. Nesta base, estes dois conjuntos de textos em geral são os textos mais antigos e de maior autoridade sobre o budismo pelos estudiosos e pesquisadores. Acredita-se também que grande parte do Cânone Pali, que ainda é usado pelas comunidades Theravāda, foi transmitida ao Sri Lanka, durante o reinado de Asoka. Depois de ter sido transmitida oralmente (como era o costume naqueles dias de textos religiosos) por alguns séculos, foram finalmente autorizados a escrever no último século a.C., em que o teravada geralmente descreve como quarto concílio, no Sri Lanka. O teravada é uma das primeiras escolas budistas colocou o conjunto completo de seu cânone budista na escrita.
Grande parte do material do Cânone não é especificamente "Theravada", mas ao invés é uma coleção dos ensinamentos que essa escola preservou do corpo dos primeiros ensinamentos não=sectários. De acordo com Peter Harvey: 
 Os teravadas podem ter adicionado textos no Cânone por algum tempo, mas eles não parecem ter alterado o que já tinha de um período anterior.
O Tipitaka Pali é composto por três partes: o Vinaya Pitaka, Sutta Pitaka e Abhidhamma Pitaka. Destes, acredita-se que o Abhidhamma Pitaka possa ser uma adição posterior aos dois primeiros Pitakas, que, na opinião de muitos estudiosos, foram os dois únicos Pitakas no momento do Primeiro Concílio Budista. O Abhidhamma Pali não foi reconhecido fora da escola Theravada.
No século IV Budagosa escreveu os primeiros comentários pális para grande parte do Tipitaka (que se baseavam em manuscritos muito mais antigos, principalmente em cingalês antigo), e depois dele muitos outros monges escreveram vários comentários, que se tornaram parte do patrimônio teravada. Estes textos, no entanto, não têm a mesma autoridade que o Tipitaka. O Tipitaka é composto de 45 volumes na edição da Tailândia, 40 na Birmânia e 58 na cingalesa.
Os comentários, juntamente com o abidarma, definem especificamente o patrimônio teravada. Versões relacionados do Sutta Pitaka e Vinaya Pitaka eram comuns a todas as primeiras escolas budistas, e, portanto, não define apenas Theravada, mas também a outras escolas budistas antigas, e talvez o próprio ensinamento do Buda Gautama.
Os budistas Theravada consideram muito do que é encontrado nas coleções escriturais chinesas e tibetanas como sendo apócrifo, o que significa que elas não são autênticas palavras do Buda Gautama.

## Vida leiga e monástica

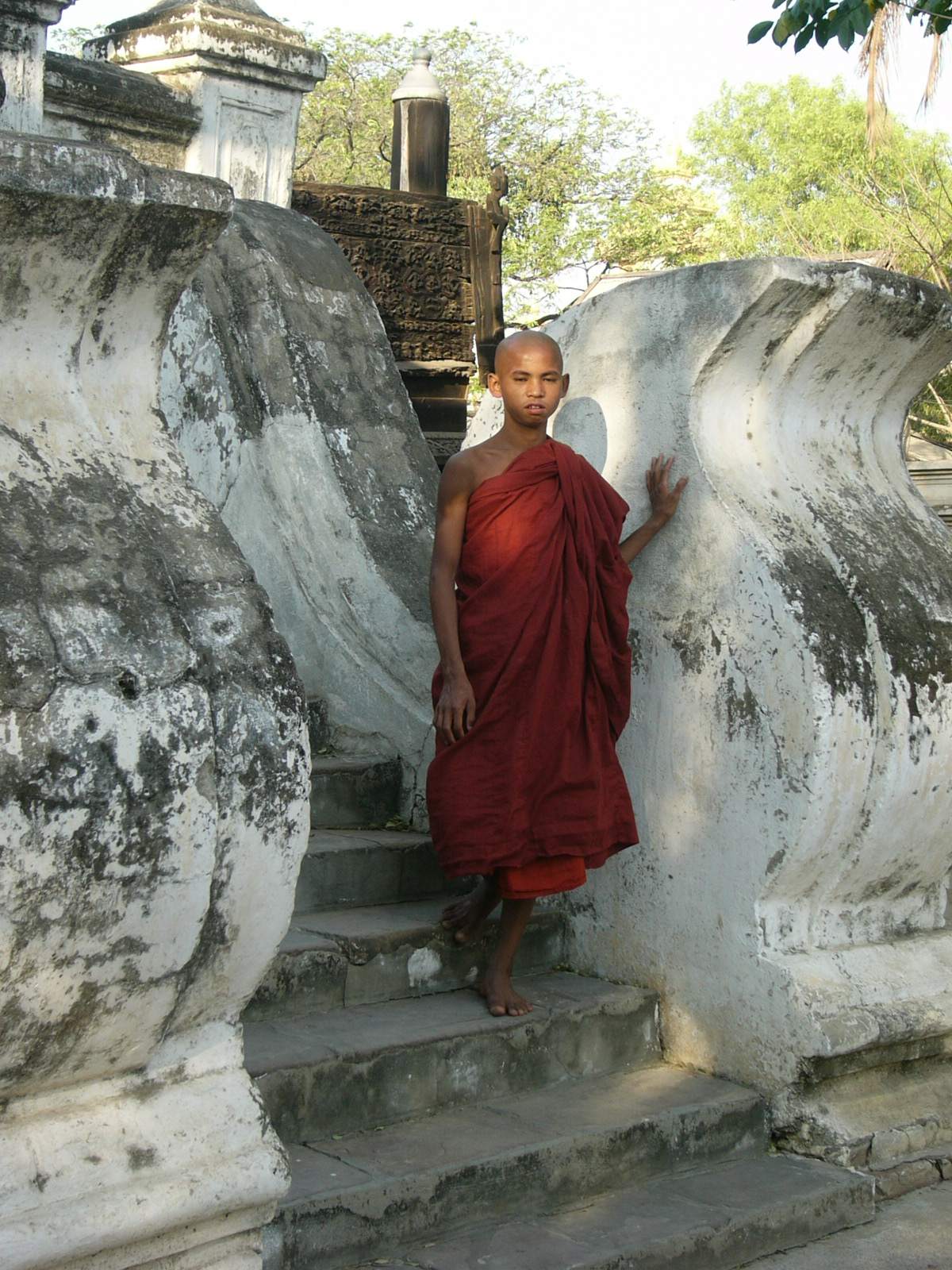
Jovem monge birmanês

Tradicionalmente, o budismo teravada observou uma distinção entre as práticas adequadas para uma pessoa leiga e as práticas realizadas por monges ordenados (nos tempos antigos, havia um corpo separado das práticas de freiras). Embora a possibilidade de uma significativa realização por leigos não é ignorada pelos Theravada, que ocupa um destaque significativamente menor do que nas tradições Mahayana e Vajrayana. Esta distinção - bem como a distinção entre as práticas preconizadas pelo Cânone Pali, e os elementos religiosos folclóricos abraçado por muitos monges - tem motivado alguns pesquisadores a considerar o budismo Theravada ser composto de várias tradições distintas, sobrepondo-se, mas embora ainda distintas. Mais importante ainda, o antropólogo Melford Spiro em seu trabalho Budismo e Sociedade separa o Theravada birmanês em três grupos: Budismo Apotropaico (direcionado com o fornecimento de proteção contra espíritos malignos), Budismo Kamático (preocupados em acumular méritos para um futuro bem renascimento), e o Budismo Nibânico (direcionado a realização da liberação do Nirvana, como descrito no Tipitaka). Ele salienta que todos os três estão firmemente enraizados no Cânone Pali. Essas categorias não são aceitas por todos os estudiosos, e são geralmente considerados como não-exclusivos por aqueles que os empregam.
O papel dos leigos tem sido tradicionalmente ocupado principalmente com atividades que são comumente designadas como realizadoras de mérito (abrangidos pela categoria de Spiro, budismo kamático). Atividades de mértio incluem a oferta de comida e outras necessidades básicas para os monges, fazendo doações aos templos e mosteiros, queimando incenso ou velas de iluminação em frente a imagens do Buda, e cânticos de proteção ou de mérito dos versos do Cânone Pali. Alguns praticantes leigos tem sempre escolhido assumir um papel mais ativo nos assuntos religiosos, mantendo ainda o seu status de leigos. Leigos dedicados, homens e mulheres, por vezes, atuam como curadores ou tutores para seus templos, tomando parte na planificação e gestão financeira do templo. Outros podem oferecer um tempo significativo ao atendendo as necessidades mundanas de monges locais (por cozimento, limpeza, manutenção das instalações do templo, etc.). Atividades leigas tradicionalmente não se estendem ao estudo das escrituras Pali, nem a prática da meditação, embora no século XX estas áreas se tornaram mais acessíveis aos leigos da comunidade, especialmente na Tailândia.

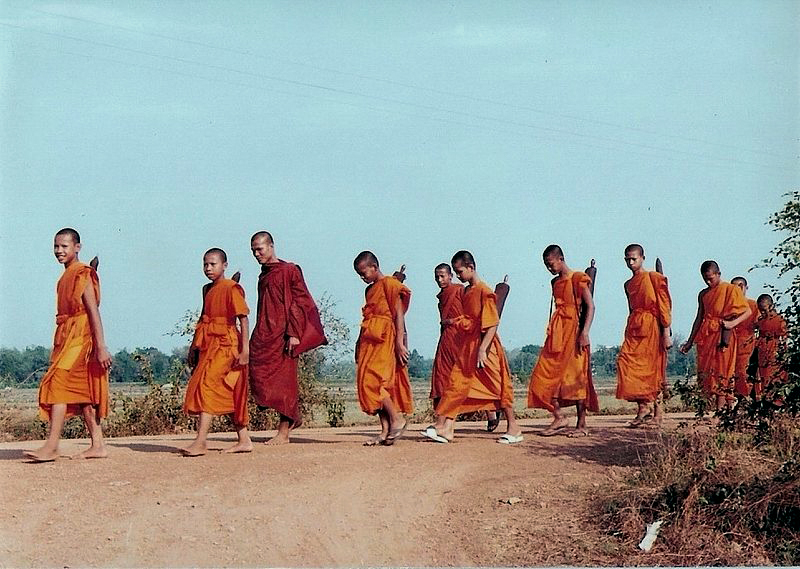
Monges Tailandeses em peregrinação com seus mantos açafrões.

Um número de monges seniores na Tradição da Floresta tailandesa, incluindo Ajahn Buddhadasa, Ta Luang Bua Maha, Ajahn Plien Panyapatipo, Ajahn Pasanno e Ajahn Jayasaro, começaram a ensinar retiros de meditação no fora do mosteiro para discípulos leigos.
No Reino Unido, Ajahn Chah um discípulo de Ajaan Mun, criou uma linhagem monástica em Chithurst em West Sussex, "Cittaviveka", com seu discípulo Ajahn Sumedho, então "Amaravati" foi fundada em Hertfordshire, que tem um centro de retiro para leigos retiros. Ajahn Sumedho estendeu este a Harnham em Northumberland sendo Aruna Ratanagiri sob a orientação atual da Ajahn Munindo, outro discípulo de Ajahn Chah.
O maior objetivo do budismo teravada, o Nirvana (ou Nibbana em Páli)  é atingido através do estudo e da prática da moralidade, meditação e sabedoria (sila, samadhi, panna). O objetivo do Nirvana (e suas técnicas associadas) tem sido tradicionalmente visto como o domínio dos monasticamente plenamente ordenados, que muitas das mesmas técnicas podem ser usadas por leigos para gerar felicidade em suas vidas, sem focar em Nirvana. O estilo monástico no Teravada pode ser genericamente descrito como sendo dividido entre o papel do monge erudito (geralmente urbanos) e o monge meditador (geralmente em áreas rurais ou florestais). Ambos os tipos de monges servem as suas comunidades como líderes espirituais e oficiantes ao presidir cerimônias espirituais e fornecer instruções Budistas básicas sobre a moralidade e os ensinamentos.
Monges eruditos empregam o caminho de estudar e preservar a literatura Pali Theravada. Eles podem dedicar pouco tempo para a prática da meditação, mas pode alcançar um grande respeito e notoriedade, tornando-se mestres de uma seção especial da Canon Pali ou em seus comentários. Mestres do Abhidhamma, chamado Abhidhammika, são particularmente respeitadas na tradição escolástica.
Monges meditadores, muitas vezes chamados de monges da floresta, devido à sua associação com determinadas tradições de habitarem a natureza, são considerados especialistas em meditação. Enquanto alguns monges da floresta podem realizar estudos significativos do Cânone Pali, em geral espera-se que os monges meditadores aprendam principalmente a partir de suas experiências de meditação pessoal e professores, e não sabem muito mais do Tipitaka que o necessário para participar da vida litúrgica e para fornecer um alicerce fundamental para os ensinamentos budistas. Mais do que a tradição escolástica, a tradição de meditação está associada com a realização de certos poderes sobrenaturais descritas em ambas às fontes Pali e a tradição popular. Estes poderes incluem a realização do Nirvana, leitura da mente, do poder sobrenatural sobre os objetos materiais e os seus próprios órgãos corporais, ver e conversar com os deuses e os seres vivos no inferno, e lembrar as vidas passadas. Estes poderes são chamados abhiñña. Às vezes, o restante do fragmento ósseo cremado de um monge da floresta realizado pode ser possível transformarem-se em relíquias de cristal (sārira-dhātu).

### Ordenação

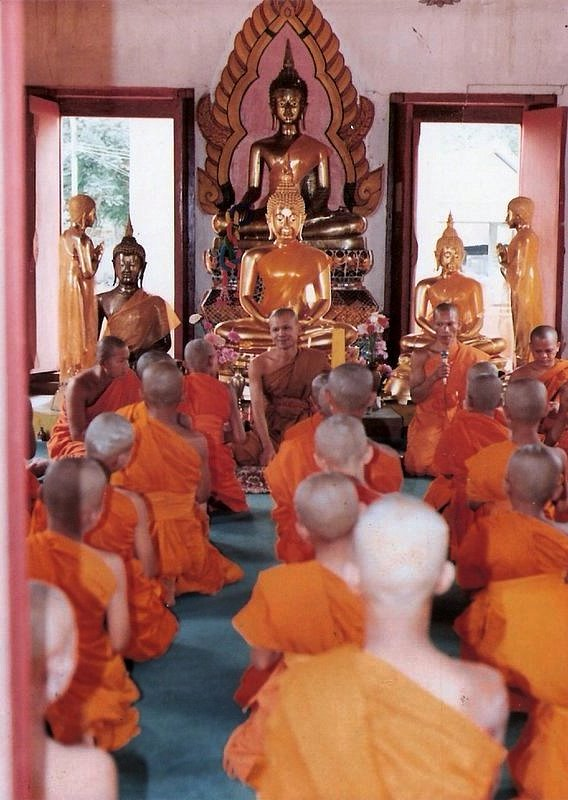

A idade mínima para ordenação como um monge budista é de 20 anos, contados a partir da concepção do óvulo. No entanto, os meninos abaixo desta idade são permitidos se ordenarem como noviços (samanera), realizando uma cerimônia como  o Shinbyu na Birmânia. Noviços raspam a cabeça, vestem o manto amarelo, e observam dez preceitos básicos. Apesar de nenhuma idade mínima específica para os noviços é mencionada nas escrituras, tradicionalmente, os rapazes com sete são aceitos. Essa tradição segue a história do filho do Buda, Rahula, que foi autorizado a tornar-se um noviço na idade de sete anos. Os monges (bikkhus) seguem 227 regras de disciplina, enquanto que as monjas (bikkhunis) seguem 311 regras.
Na maioria dos países teravada, é uma prática comum para os homens jovens em ordenarem-se como monges, por um período fixo de tempo. Na Tailândia e Birmânia, os homens jovens em geral ordenam-se durante três meses no período de Retiro das Chuvas (Vassa), apesar de períodos mais curtos ou mais longos de ordenação não são raros. Tradicionalmente, a ordenação temporária é mais flexível no Laos. Uma vez que tenha sido submetida a sua coordenação inicial, os homens jovens, homens Laoneses foram autorizados temporariamente a ordenar novamente a qualquer momento, embora os homens casados devam pedir autorização da sua esposa. Através do Sudeste Asiático, há pouco estigma ligado a deixar a vida monástica. Monges regularmente deixam os mantos depois de adquirir uma educação, ou quando obrigados por obrigações familiares ou problemas de saúde.
Ordenando-se como monge, mesmo que por um curto período, é visto como ter muitas virtudes. Em muitas culturas asiáticas do sudeste, é visto como um meio para o jovem "reembolsar" seus pais devido ao trabalho e esforço deles a fim de criá-lo, porque o mérito de sua ordenação reverte para eles também. Homens tailandeses que se ordenaram como uns monges podem ser vistos como um bom partido por mulheres da Tailândia, que se referem aos homens que serviram como monges, com uma expressão coloquial que significa "maduro" indicando que eles são mais maduros e prontos para o casamento. Particularmente nas áreas rurais, ordenação temporária de rapazes e homens jovens, tradicionalmente deu aos camponeses meninos uma oportunidade de ganhar uma educação nas escolas dos templos, sem se comprometer com uma vida monástica permanente.
No Sri Lanka, ordenação temporal não é praticada, e um monge deixando a ordem é ação desaprovada. A influência contínua do sistema de castas no Sri Lanka pode desempenhar um papel no tabu contra ordenação temporal e deixar a vida monástica. Embora os nikayas monásticos do Sri Lanka são muitas vezes organizados em linhas de castas, os homens ordenam que os monges passem temporariamente longe do sistema de castas tradicionais, e, como tal, durante seu tempo como monges podem agir (ou serem tratados) de uma forma que não estaria em consonância com as funções esperadas e privilégios da sua casta.
Alguns monges Theravada conhecidos são: Ajahn Mun Bhuridatta, Ajahn Chah, Ledi Sayadaw, Ajahn Plien Panyapatipo, Ajahn Sumedho, Ajahn Brahm, Bhikkhu Bodhi, Buddhadasa, Mahasi Sayadaw, Nyanaponika Thera, Preah Maha Ghosananda, Sayadaw U Pandita, Ajahn Amaro, Ajahn Thanissaro, Walpola Rahula, Bhante Henepola Gunaratana, e Bhante Yogavacara Rahula.

### As práticas monásticas

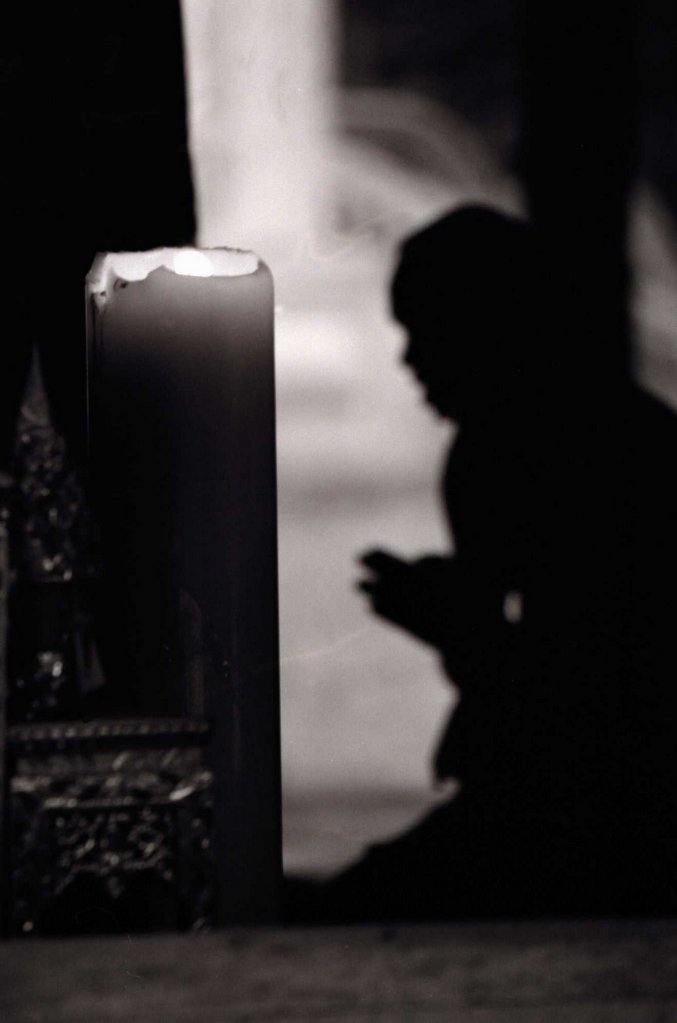
Um monge budista realizando cânticos de oração noturnos dentro de um mosteiro localizado perto da cidade de Kantharalak, Tailândia (janeiro 2005).

As práticas geralmente variam em diferentes sub-escolas e monastérios no teravada. Mas, no monastério da floresta mais ortodoxo, o monge geralmente modela sua prática e estilo de vida como o do Buda e sua primeira geração de discípulos por viver perto da natureza em florestas, montanhas e cavernas. Monastérios da Floresta ainda mantém vivas as antigas tradições através de conformidade com o código de disciplina monástica budista em todos os seus detalhes e desenvolvimento de meditação em florestas isoladas.
Em uma típica rotina diária no mosteiro durante o período de vassa, três meses, o monge tem de acordar durante madrugada e vai começar o dia com o grupo de cânticos e meditação. Ao amanhecer, os monges vão sair descalços para as aldeias próximas para receber esmolas e terão uma única refeição durante o dia e sempre antes do meio dia, comendo da tigela mendicante com a mão. A maior parte do tempo é gasto estudando o Darma e em meditação. Às vezes, o abade ou um monge sênior dará uma palestra do Darma aos visitantes. Leigos que ficam no mosteiro terão que respeitar os tradicionais oito preceitos budistas.
Após o término do período de Vassa, muitos dos monges vão sair para longe do mosteiro para encontrar um local remoto (geralmente na floresta), onde eles podem pendurar suas barracas e guarda-chuva, onde ele seja adequado para o trabalho de auto-desenvolvimento. Quando eles vão andando, andam descalços, e vão para onde eles se sentem inclinados. Somente aqueles requisitos que são necessários serão levados junto. Estes consistem geralmente da tigela mendicante, os três mantos, um pano de banho, uma tenda de guarda-chuva, mosquiteiro, uma chaleira de água, um filtro de água, um lâmina de barbear, sandálias, algumas pequenas velas e uma lanterna de vela.
Os monges não fixam os seus horários para meditação andando ou sentada, pois assim como eles estão livres eles começam a fazê-lo, nem determinar por quanto tempo eles vão para meditar. Alguns deles, por vezes, andam a pé desde o anoitecer ao amanhecer enquanto que em outros momentos eles podem andar por entre duas a sete horas. Alguns podem decidir jejuar durante dias ou ficar em lugares perigosos, onde vivem os animais ferozes, a fim de ajudar a sua meditação.
Os monges que têm sido capazes de alcançar um elevado nível de realização serão capazes de guiar os monges junior e budistas leigos para os quatro graus de realização espiritual.

### Devoto Leigo
Em páli a palavra para um homem devoto leigo é Upasaka. Upasika é o seu equivalente feminino. Uma das funções dos seguidores leigos, como ensinado pelo Buda, é cuidar das necessidades dos monges e freiras. Estão a assistirem os monges ou freiras a não sofrerem com a falta dos quatro requisitos: alimento, vestuário, abrigo e remédios. Como nem monges, nem freiras são autorizados a ter uma profissão, eles dependem inteiramente dos leigos para o seu sustento. No retorno para esta caridade, eles são esperados para levar uma vida exemplar.
Na Birmânia e na Tailândia, o mosteiro foi e ainda é considerado como um lugar de aprendizagem. Na verdade, hoje cerca de metade das escolas primárias na Tailândia estão localizadas em mosteiros. Rituais religiosos e cerimônias em um monastério são sempre acompanhadas por atividades sociais. Em tempos de crise, é para os monges que as pessoas trazem seus problemas para receberem um conselho.
Tradicionalmente, um monge habilidoso dará um sermão quatro vezes por mês: quando a Lua cresce e míngua e um dia antes das luas nova e cheia. Os leigos também têm uma chance de aprender a meditação dos monges durante estes tempos.
Também é possível para um discípulo leigo se tornar iluminado. Bhikkhu Bodhi observa que "Os Suttas e comentários registram alguns casos de discípulos leigos atingirem o objetivo final do Nirvana. Entretanto, estes discípulos atingem o estado Arahant à beira da morte ou entram na ordem monástica logo após a sua realização. Eles não continuam a morar em casa, como um chefe de família Arahant, porque a habitação comum é incompatível com o estado de alguém que tenha cortado todos os desejos.”

## Influências
Segundo o linguista Zacharias P. Thundy a palavra "Theravada" pode ter sido helenizada em "Therapeutae", para citar uma ordem cenobítica perto de Alexandria descrito em torno do primeiro século d.C. As semelhanças entre os Therapeutae e monasticismo Budista, combinando com as evidencias indianas de atividade missionária Budista para o Mediterrâneo em torno de 250 a.C. (o Éditos de Ashoka). Os Therapeutae teriam sido os descendentes dos emissários de Asoka para o Ocidente, e teriam influenciado a formação inicial do cristianismo. No entanto, a enciclopédia Macmillan do Budismo afirma que as teorias das influências do budismo no cristianismo primitivo são, sem fundamentação histórica.

## As ordens monásticas no teravada
Monges teravada geralmente pertencem a um nikaya particular, variadamente denominadas ordens monásticas ou fraternidades. Essas ordens diferentes não desenvolvem tipicamente doutrinas distintas, mas podem diferir na forma em a respeito das regras monásticas. Estas ordens monásticas representam linhagens de ordenação, normalmente traçando sua origem a um determinado grupo de monges, que estabeleceram uma nova tradição de ordenação em um determinado país ou área geográfica. No Sri Lanka a casta desempenha um papel importante na divisão em nikayas. Alguns países teravada nomearam ou elegeram um sangharaja ou Patriarca Supremo da Sangha, como o monge classificação mais alta ou mais velho em uma área particular, ou de um nikaya particular. O desaparecimento das monarquias resultou na suspensão destes postos em alguns países, mas patriarcas continuaram a ser nomeados na Tailândia. Birmânia e Camboja acabaram com a prática de nomear um sangharaja por algum tempo, mas a posição foi mais tarde restaurada, embora no Camboja foi terminada novamente.
- Bangladesh:
  - Sangharaj Nikaya
  - Mahasthabir Nikaya
- Birmânia (Myanmar):
  - Thudhamma Nikaya
  - Shwekyin Nikaya
  - Dvara Nikaya
- Sri Lanka:
  - Siam Nikaya
    - Malwaththa
    - Asgiriya
    - Waturawila (ou Mahavihara Vamshika Shyamopali Vanavasa Nikaya)

  - Amarapura NikayaVárias Sub Ordens incluindo
    - Dharmarakshitha
    - Kanduboda (ou Swejin Nikaya)
    - Tapovana (ou Kalyanavamsa)

  - Ramañña Nikaya
    - Galduwa (ou Kalyana Yogashramaya Samsthava)
    - Delduwa
- Tailândia e Camboja
  - Maha Nikaya
  - Dhammayuttika Nikaya

## Festivais e costumes
Festivais espirituais teravada:
1. Magha Puja
2. Vesakha Puja
3. Asalha Puja
4. Uposatha
5. Vassa (Retiro das Chuvas)

## Galeria

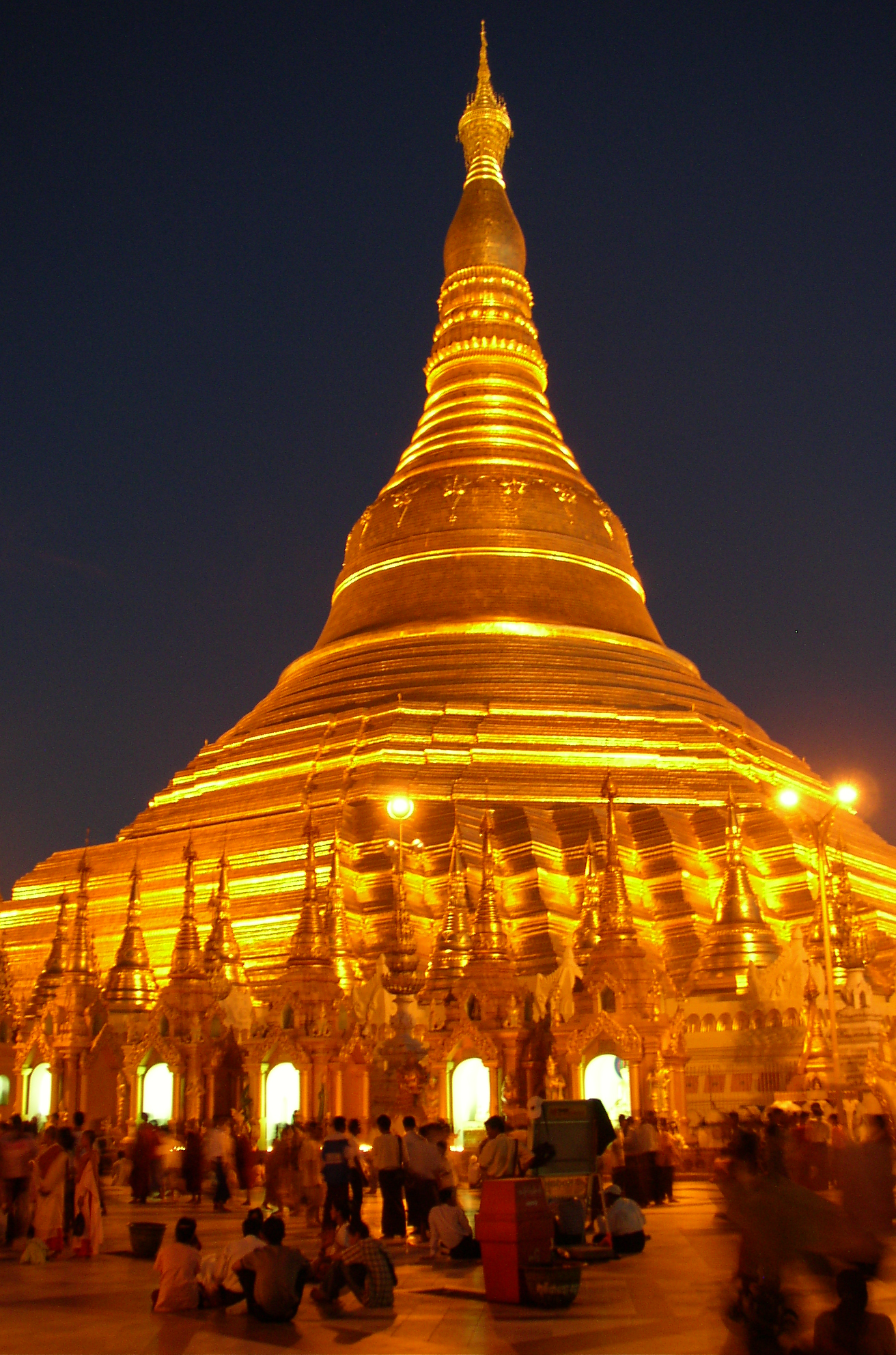
Pagode Shwedagon em Rangum, Birmânia
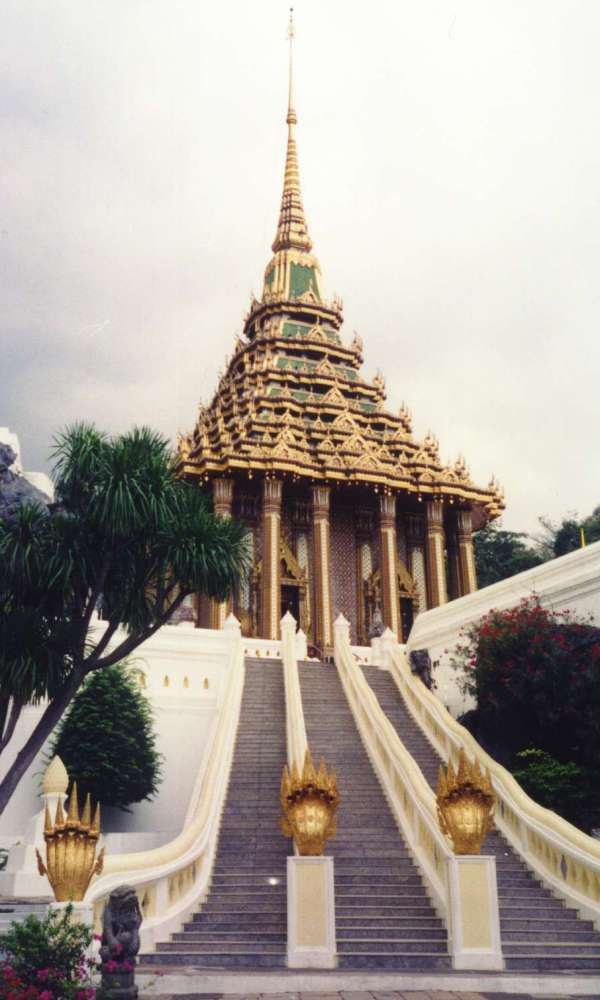
Wat Phra Buddha Baat, um templo Budista Teravada na Tailândia.
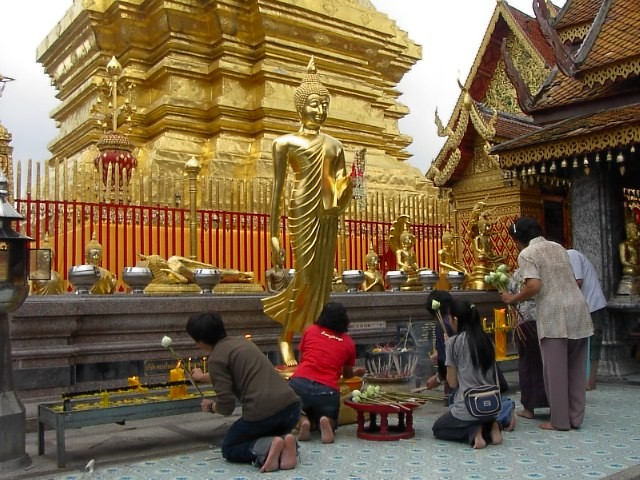
Budistas em Wat Phrathat Doi Suthep, perto de Chiang Mai, Tailândia.
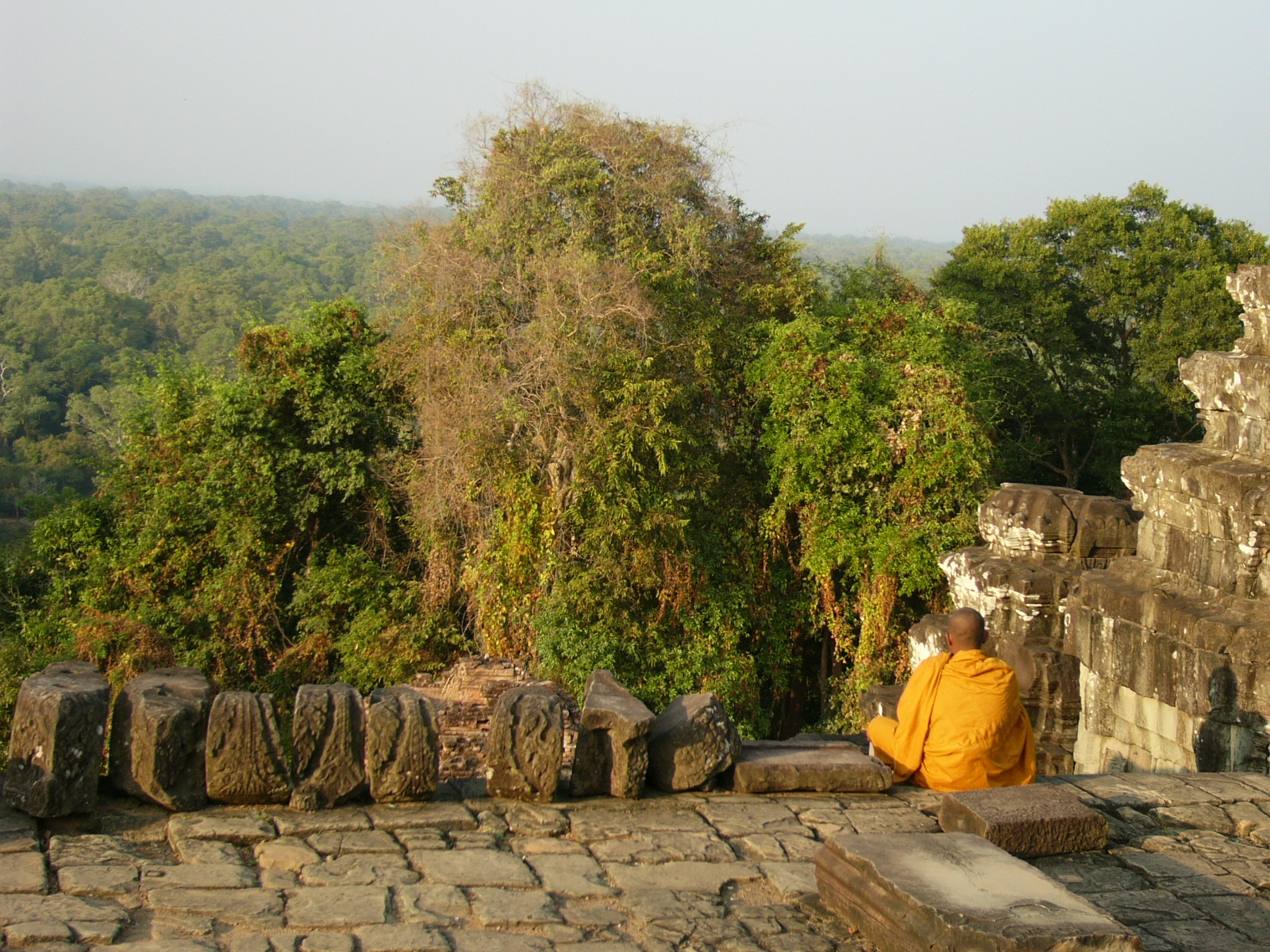
Monge meditando em Angkor, Camboja